# الألعاب العسكرية العالمية
الألعاب العسكرية العالمية. هي مسابقة متعددة الرياضات مخصصة للقوات المسلحة من جميع أنحاء العالم.
يتم تنظيمها من قبل المجلس الدولي للرياضة العسكرية (CISM).
شهد عام 2010 بداية الألعاب العسكرية الشتوية العالمية ، حيث أقيمت النسخة الأولى من 20 إلى 25 مارس في لوادي أوستا (إيطاليا

## رياضات

### الألعاب الصيفية
الرياضات المعتادة
- نبالة  (تفاصيل)
- Gymnastics (artistic)  (تفاصيل)
- ألعاب قوى  (تفاصيل)
- كرة ريشة  (تفاصيل)
- كرة السلة  (تفاصيل)
- Volleyball (beach)  (تفاصيل)
- ملاكمة  (تفاصيل)
- Cycling (road)  (تفاصيل)
- غطس  (تفاصيل)
- فروسية  (تفاصيل)
- مبارزة السلاح  (تفاصيل)
- كرة القدم  (تفاصيل)
- غولف  (تفاصيل)
- كرة اليد  (تفاصيل)
- جودو  (تفاصيل)
- الخماسي الحديث  (تفاصيل)
- السباحة في المياه المفتوحة  (تفاصيل)
- الملاحة (رياضة)  (تفاصيل)
- Parachuting  (تفاصيل)
- سباقات اليخوت  [لغات أخرى]‏  (تفاصيل)
- رماية  (تفاصيل)
- سباحة  (تفاصيل)
- كرة الطاولة  (تفاصيل)
- تايكوندو  (تفاصيل)
- كرة المضرب  (تفاصيل)
- سباق ثلاثي  (تفاصيل)
- Volleyball (indoor)  (تفاصيل)
- مصارعة  (تفاصيل)

الرياضة العسكرية
- Aeronautical pentathlon  (تفاصيل)
- Military pentathlon  (تفاصيل)
- Naval pentathlon  (تفاصيل)

### الألعاب الشتوية
التزلج على المنحدرات الثلجية  () 
- بياثلون  (تفاصيل)
- تزلج ريفي  (تفاصيل)
- بياثلون  (تفاصيل)
- التزلج على مسار قصير  (تفاصيل)
- Ski mountaineering  (تفاصيل)
- Ski-orienteering  (تفاصيل)
- تسلق  (تفاصيل)

## النسخ
- الطبعة السادسة للألعاب العسكرية الدولية جرت بروسيا من 23 أغسطس حتى 2 سبتمبر

 الجزائر - المنتخب الوطني العسكري حقق نتائج مشجعة، بعد مشاركته الثالثة على التوالي.

## جداول الميداليات

### الألعاب الصيفية
اعتبارا من ألعاب العالم العسكرية 2019 .   *   البلد المضيف (مضيف)
| المرتبة | فريق    | ذهبية | فضية | برونزية | المجموع |
| ------- | ------- | ----- | ---- | ------- | ------- |
| المجموع | المجموع | 0     | 0    | 0       | 0       |

### الألعاب الشتوية
اعتبارا من الألعاب العسكرية العالمية الشتوية 2017.   *   البلد المضيف (مضيف)
| المرتبة | فريق    | ذهبية | فضية | برونزية | المجموع |
| ------- | ------- | ----- | ---- | ------- | ------- |
| المجموع | المجموع | 0     | 0    | 0       | 0       |

## روابط خارجية
- المجلس الدولي للرياضة العسكرية
- أصحاب الميداليات في ألعاب القوى
- ألعاب الشتاء العسكرية العالمية 2010 - وادي أوستا (إيطاليا)